# Patrick Makau
Patrick Makau Musyoki (* 2. března 1985) je keňský atlet, vytrvalec. Je znám především jako vrcholový maratonec a právě na maratónské trati vytvořil v Berlíně dne 25. září 2011 aktuální světový rekord časem 2:03:38 hod. Překonal tak předchozí rekord Etiopana Haileho Gebrselassieho o 21 sekund. Časem 58:52 hod. drží také 5. nejrychlejší výkon na půlmaratónské trati. Na této distanci má také v držení čtyři medaile z Mistrovství světa, z toho dvě zlaté a dvě stříbrné.
V roce 2012 nedokončil Londýnský maraton a nekvalifikoval se tak na Olympijské hry v britské metropoli.

## Osobní rekordy
- Půlmaraton 58:52 hod. (2009)
- Maraton 2:03:38 hod. (SR, 2011)